# Спас-Беседа
Спас-Бесе́да — село в Судогодском районе Владимирской области России, входит в состав Лавровского сельского поселения.
Село расположено в 2 км на запад от центра поселения деревни Лаврово и в 4 км на север от райцентра города Судогда.

## История
Предание связывает основание погоста со временем возвращения царя Ивана Васильевича из-под Казани. Согласно местной топонимической легенде здесь, якобы, в жаркий день под сенью лип царь вёл задушевною беседу с детьми боярскими и военачальниками. Закончил он её будто бы словами: «Да сподобит нас Господь возвратиться с миром для христиан». Позднее на этом месте была выстроена Спасо-Преображенская церковь, а поселение вокруг неё стали именовать Спас-Беседа.
Действительно, войска могли возвращаться вдоль реки Судогды до Клязьмы. Первоначальная церковь XVI века была построена на левом берегу реки Войминги, вблизи Муромской дороги, где, по преданию, отдыхала царская дружина. Но построенная церковь в начале XVII века почему-то запустела и в патриарших книгах до 1635 года значилась в числе церковных пустовых земель. Не исключено, что это могло быть связано с грабежами и близостью Муромского тракта. В 1635 году была построена новая деревянная церковь, но на другом берегу реки и в стороне от большой дороги. Так же, как и предыдущая церковь, она была освящена во имя Преображения Господня. До последнего времени от старого места расположения церкви сохранялись следы бывшего кладбища. В 1715 году в погосте была построена еще одна церковь в честь Казанской Божией Матери. А в 1808 году вместо двух деревянных церквей был построен один каменный храм с колокольней. Престолов в этом храме три: главный — во имя Преображения Господня, а теплой части — в честь Казанской Божией Матери и преподобного Сергия Радонежского.
Храм в Спас-Беседе после революции не закрывался. В нем нашли прибежище ряд икон из закрываемых или разрушенных в округе храмов. Приход состоял из деревень: Лобанова, Пеньков, Горок, Овцына, Соймы, Хохлачей, Кощухина. Во всех этих деревнях по клировым ведомостям числилось 906 человек мужcкого и 971 женского пола. В погосте Спас-Беседы с 1892 года была церковно-приходская школа. В ней обучалось 22 ученика.
Храм Преображения Господня в Спас-Беседе ремонтировался периодически: в 1953 году — настенная роспись, позолота иконостасов и киотов; в 1976 году роспись в теплых приделах. В 1998 и 2002 годах осуществлялся частичный ремонт. В храме есть несколько икон нового письма — это икона Казанской Божией Матери и преподобного Сергия Радонежского.
В конце XIX — начале XX века село входило в состав Даниловской волости Судогодского уезда.
С 1929 года деревня входила с состав Судогодского сельсовета Судогодского района, после 1983 года — с составе Лавровского сельсовета.

## Население
| 1859 | 1905 | 1926 |
| ---- | ---- | ---- |
| 40   | 25   | 32   |

| 1859 | 1905 | 1926 | 2002 | 2010 | 2021 |
| ---- | ---- | ---- | ---- | ---- | ---- |
| 40   | ↘25  | ↗32  | ↘10  | ↘8   | ↗16  |

## Достопримечательности
В селе находится действующая Церковь Спаса Преображения (1808).